# Osvald Sivén

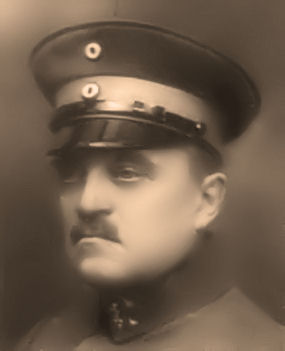
Osvald Sivén.

Walter Osvald Sivén, född 18 maj 1868 i Helsingfors, död där 13 december 1918, var en finländsk läkare. Han var far till Paavo Susitaival.
Sivén blev medicine och kirurgie doktor 1898 vid Helsingfors universitet och var docent i fysiologi där 1900–1918. Han var överläkare vid och innehavare av Kammio sjukhem för nerv- och sinnessjuka i Helsingfors 1904–1915.
Sivén intog 1905–1906 en ledande position inom Voimaförbundet och som medlem i Aktiva kommittén från 1915 tvingades han i januari 1917 fly till Stockholm, där han kom att verka i självständighetsrörelsens utlandsdelegation. Senare samma år reste han till Berlin, var därefter läkare vid jägarbataljonen i Liepāja och återvände med denna till hemlandet.